# 霜の巨人

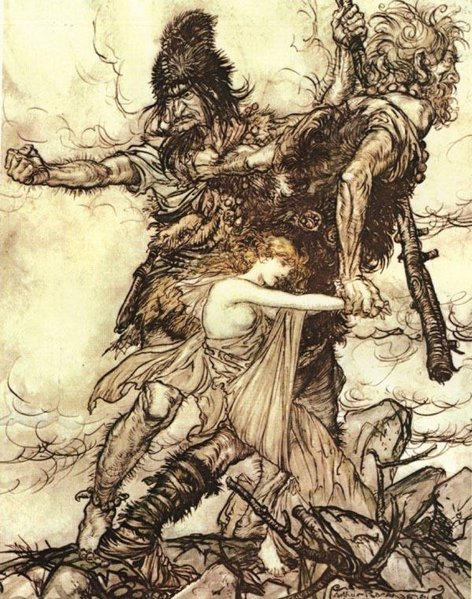
リヒャルト・ワーグナーの『ニーベルングの指環』へのアーサー・ラッカムの挿絵における、巨人ファーフナーとファーゾルトがフライアを捕らえる場面。

霜の巨人（しものきょじん）は、北欧神話の巨人。超人的な強さをもつ、大自然の精霊の集団の一員である。古ノルド語ではjǫtunn（ヨツン、ヨトゥン、ヨートゥン）といわれ、時にはjotun（/ˈjoʊtən/と発音される）のように英語化される。
霜の巨人は アース神族とヴァン神族とは反する立場にあるといわれている。しかし彼らは頻繁に交流したり、あるいは彼らは結婚さえしたりした。彼らの祖国は、高い山または密林によって人間の世界ミズガルズから隔てられた、古代北欧の宇宙論における9つの世界の1つ、ヨトゥンヘイムである。ニヴルヘイム、ウートガルズ、ヤルンヴィドを含むその他の地名もまた、彼らに関係がある。いくつかの伝説や神話においては、彼らは人間と同様の背丈であると描写されている。
後の北欧の伝承において、「神秘的」を意味する語に由来するトロールと呼ばれた大自然の精霊は、jǫtunn についてのより古くからの発想様式の多くを受け継いでいた。
また、南ノルウェーの山脈はノルウェー語でヨートゥンハイメン（Jotunheimen）、あるいはヨトゥンヘイム山脈と呼ばれている。

## 語源
古ノルド語において、彼らはjǫtnar（単数 jǫtunn）、あるいはrisar（単数 risi）、特別なものとしてはbergrisar、あるいはþursar（単数 þurs）、特別なものとしてはフリームスルス（hrímþursar。霧氷の巨人）である。女巨人（en）はまた、gýgrとも呼ばれる。
Jǫtunn（ゲルマン祖語の *etunaz）は、食う（英語 eat、ゲルマン祖語 *etan）と同じ語根である可能性がある。そして、混沌と大自然の破壊的な力を擬人化するという趣旨のもと、それゆえに「大食い」（glutton）または「人食い」の原義があった。 同じ理屈を適用し、þursは「渇き」（thirst）または「血への渇き」の派生語である可能性がある。

単語「jotun」は巨人（より一般にはトロールとも呼ばれた）のこととして現代のノルウェー語にも残っており、現代のスウェーデン語とデンマーク語ではjätteとjætteとに変化した。現代のアイスランド語のjötunnはその原義を保管している。
古英語において、「jǫtunn」と同じ語源の単語は「eoten」であり、現代の英語の「ettin」がそれにあたる。古英語にはまた、同じ意味の、同じ語源の語である「þyrs」がある。
フィンランドの海の怪物と戦争の最高神は、単語「þurs」に関係していると思われるイク・トゥルソ（Tursas）の名で呼ばれた。
サーミ語（またはフィン語）は、話語者らの神話にjiettanasという、数人の妻をもつ人食い人がいる。彼らは人間に捕らえられ食われることがあり得た。そして彼らの胃袋は金と銀で一杯だった。この単語がゲルマン語系の言語に由来したのか否かは不明である。
ヴァイキングのルーン文字 「ᚦ」は、Thurs （ゲルマン祖語の *Þurisazより）と呼ばれ、後に文字「Þ」（en:Thorn (letter)）へと発展した。
北欧の伝承における一種のトロールまたはニッセ（nisse）に対するノルウェー語の名「Tusse」は、古ノルド語「Þurs」に由来している。

## 北欧の巨人

### 起源
最初に生きていた生物は、ギンヌンガ・ガップとして知られている太古の混沌の中で作られた、ユミルと呼ばれる巨人だった。彼が眠った時、巨人の息子と巨人の娘が彼の腋の下から生まれた。そして、彼の2本の足がまぐわい、6つの頭を持つ怪物を生んだ。これらの3体の生物は、フリームスルス（霧氷の巨人、または、霜の巨人）の血統を生じさせたと推測される。そしてアウルゲルミル、その子スルーズゲルミル、その息子ベルゲルミル（『古エッダ』の『ヴァフズルーズニルの歌』第29節による）は、霧と寒気と氷の世界ニヴルヘイムに住むようになった。神々はブーリを特定し、彼から自分たちの源が生じたと主張する。ブーリの息子ボルは、霜の巨人のボルソルンの娘ベストラと結婚して、オーディン、ヴィリとヴェーの三人の息子を得ている。（『スノッリのエッダ』第一部『ギュルヴィたぶらかし』6章による）その後巨人ユミルがオーディンらによって殺害された時、彼の血（換言すれば水）はニヴルヘイムに洪水のように押し寄せた。そして、次に彼らの種族を再興させる、碾き臼に乗って難を逃れたベルゲルミルと彼の配偶者として知られる1組を除き、水は巨人すべてを滅ぼした。『ギュルヴィたぶらかし』7章によれば、血の洪水以降に登場する霜の巨人はすべてベルゲルミルの子孫であるといえる。

### 巨人の特徴

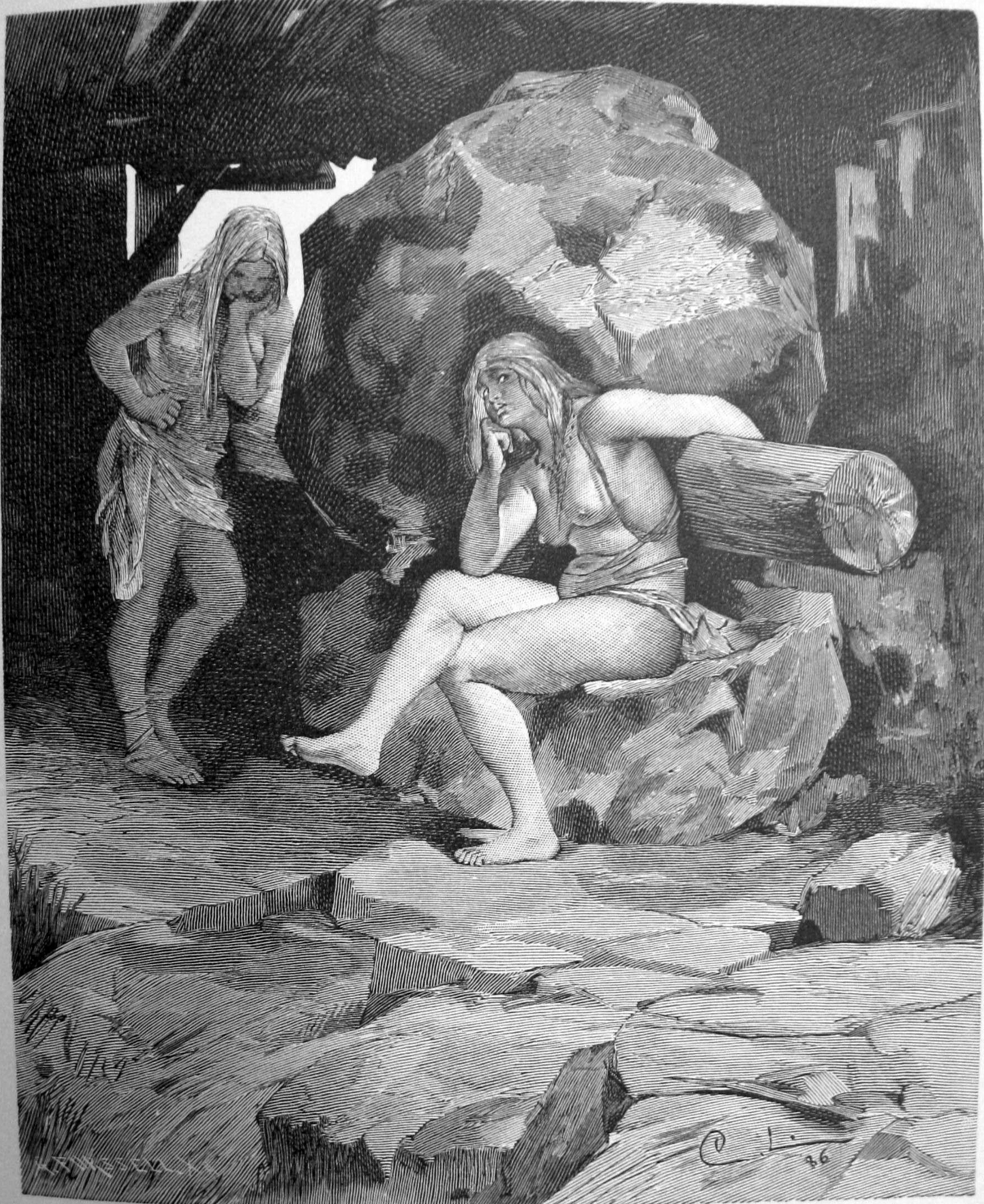
『グロッティの歌』より女巨人フェニヤとメニヤ。

巨人は、太古の混沌の、そして、荒々しく破壊的な大自然の力を象徴している。また、絶え間ない警戒という犠牲の上ではあるが、神の支配による彼らの敗北は、自然界に対する文明の勝利を象徴する。ヘイムダルはアースガルズからミズガルズにかかるビフレスト橋を永遠に見張り、トールは、ビフレスト橋を渡るにはあまりに重いため、ミズガルズにたどり着くためにヨトゥンヘイム内を危険を冒して進み、途中で多数の巨人を可能な限り殺す。
総体的に巨人は、概して醜悪な背格好であることに加えて、恐ろしい見た目 -- 爪、牙、奇形の顔つきをもつ性質だと考えられている。彼らのうちの何人かは、例えば9つの頭を持つスリヴァルディのように、さらに多くの頭を持つ場合があった。または全体的に人間とは異なる形態の者もおり、そのためロキの子供たちのうちの2人であるヨルムンガンド（ヘビ）とフェンリル（オオカミ）は巨人と定義されていた。彼らは粗悪な顔つきと劣った知性を持っている。『エッダ』は一度ならず何度も、子供の気性に彼らのそれをなぞらえる。また霜の巨人は人間と神に敵意をもっていると考えられ、神々と争いが絶えない。最終的にラグナロクで敵として戦うとされる。『ギュルヴィたぶらかし』51章には、フリュムという名の巨人に率いられたすべての霜の巨人が、神々との決戦の場に集まると語られている。巨人の王ウートガルザ・ロキも霜の巨人だといわれている。
それにもかかわらず、巨人が名前を挙げられ、より細部まで説明されるときには、多くの場合彼らに逆の特徴が与えられる。信じられないほど太古から、彼らは過去からの知恵を伝えている。オーディンがこの親世界的な知識を得るべく求めていったのが巨人ミーミルとヴァフスルーズニルだった。神の配偶者は多くが巨人だった。ニョルズはスカジと結婚し、ゲルズはフレイの妻になり、オーディンはグンロズの愛を得、そして、これらの種族の強力な殺害者であるトールさえ、ヤールンサクサとの間に息子マグニをなした。そのように彼らは、自身が神に準じた者であるように登場する。そのことは、ヨトゥンヘイムにいる他の巨人によりずっと神に関係が深い、海の巨人エーギルについて、同様にいわれるはずである。彼らは誰も光を恐れず、また快適さにおいては彼らの住居は神のそれとまるで相違しない。

### ラグナロクと炎の巨人
若干の巨人の種類は、炎の巨人スルト（「黒い者」）とその王妃シンモラによって支配される、灼熱と炎の世界ムスペルヘイムに棲んでいるといわれる炎の巨人だった。炎の化身であるロギは、これらの種族とは別の種族だった。北欧神話における炎の巨人の主な役割は、ヨトゥンヘイムの巨人たちとヘルヘイムの軍勢が神々への攻撃を開始した時に、神々の殆どを殺すことなく、ラグナロクの最後に世界樹ユグドラシルに火をつけることによって世界へ最終的な破滅をもたらすことである。ラグナロクの間、炎の巨人（あるいはムスペル）は、多数の馬に乗り、燃え落ちることのない偉大な森の中にオーディンによって隠された1人の男性と1人の女性を除いたすべての人々、神の何人か、そして炎の巨人自身を殺すために、ミズガルズを燃上させた。